# All or Nothing (singolo Milli Vanilli)
All or Nothing è un singolo del gruppo musicale tedesco Milli Vanilli, pubblicato nel 1989.

## Tracce
- 7"

1. All or Nothing
2. Dreams to Remember

## Classifiche
| Classifica (1990)              | Posizione massima |
| ------------------------------ | ----------------- |
| Australia                      | 44                |
| Austria                        | 14                |
| Belgio (Fiandre)               | 12                |
| Canada                         | 9                 |
| Francia                        | 44                |
| Germania                       | 17                |
| Nuova Zelanda                  | 1                 |
| Paesi Bassi                    | 9                 |
| Regno Unito                    | 74                |
| Stati Uniti                    | 4                 |
| Stati Uniti (dance/electronic) | 49                |
| Stati Uniti (R&B)              | 54                |
| Svizzera                       | 22                |